# Нагорний Степан Васильович
Степан Васильович Нагорний (*8 серпня 1897 — † ?) — сотник Армії УНР.

## Біографія
Народився у с. Дишів, Липовецького повіту Київської губернії.

### На службі РІА
Закінчив Житомирську школу прапорщиків (18 грудня 1915), служив прапорщиком 508-го піхотного Черкаського полку.
З 16 липня 1917 р. служив у 116-му піхотному запасному полку, з 20 листопада 1917 р. — у 110-му піхотному запасному полку. Останнє звання у російській армії — поручик.

### На службі УНР
З 21 грудня 1917 р. — командир роти Українського Козацького запасного полку Кавказького фронту. У серпні 1918 р. повернувся в Україну. 04–24 жовтня 1918 р. — командир сотні Окремого Чорноморського Коша Армії Української Держави. 24 жовтня—25 листопада 1918 р. перебував під слідством за виступ проти гетьмана П. Скоропадського на старшинському зібранні Чорноморського Коша.
З 25 листопада 1918 р. — командир Окремого Кальницького куреня військ Директорії, голова надзвичайних судів у Липовці та Ковелі. З 01 квітня 1919 р. — командир 1-го куреня 1-го Сірожупанного полку Дієвої армії УНР. У червні—липні 1919 р. — помічник командира 1-го Сірожупанного полку Дієвої армії УНР. З 15 серпня 1919 р. — у резерві старшин при Головному інтендантському управлінні.
26 грудня 1919 р. був інтернований польською владою. 15 лютого 1920 р. — обраний головою громади українських старшин у таборі Ланцут. З 09 червня 1920 р. — приділений до Гарматного запасного куреня 3-ї гарматної бригади 3-ї Залізної дивізії Армії УНР. З 29 червня 1920 р. — начальник інформаційної філії розвідчого управління Генерального штабу УНР.
Доля після 1921 р. невідома.